# I Me
i Me는 중화인민공화국의 5인조 걸 그룹이다. 다국적 음악그룹으로, 2010년 7월 2일 중국의 카라라고 표방을 하며 데뷔하였다. 멤버 중 심현경은 SM 엔터테인먼트의 연습생이였던 것으로 알려져 있다. 그룹명 중 i는, international, idea, idol을 뜻한다.
| Past members | Mocika Mikan Niki Sara Haley |

## 음반
- 2010년 싱글 앨범 'AIYIYA'
- 2012년 싱글 'Honey Honey'
- 2012년 싱글 'Help Me!'

## 수상
- 제 12회 《Mnet 아시안 뮤직 어워드》 - 아시아 뉴 아티스트상